# Obručné
Obručné es un municipio del distrito de Stará Ľubovňa en la región de Prešov, Eslovaquia, con una población estimada a final del año 2024 de 33 habitantes.
Se encuentra ubicado al noroeste de la región, cerca del río Poprad (cuenca hidrográfica del río Vístula) y de la frontera con  Polonia.

## Demografía
| Año        | 1994 | 2004     | 2014     | 2024    |
| ---------- | ---- | -------- | -------- | ------- |
| Población  | 72   | 52       | 34       | 33      |
| Diferencia |      | −27,77 % | −34,61 % | −2,94 % |

| Año        | 2023 | 2024 |
| ---------- | ---- | ---- |
| Población  | 33   | 33   |
| Diferencia |      | +0 % |